# Dean Skelos

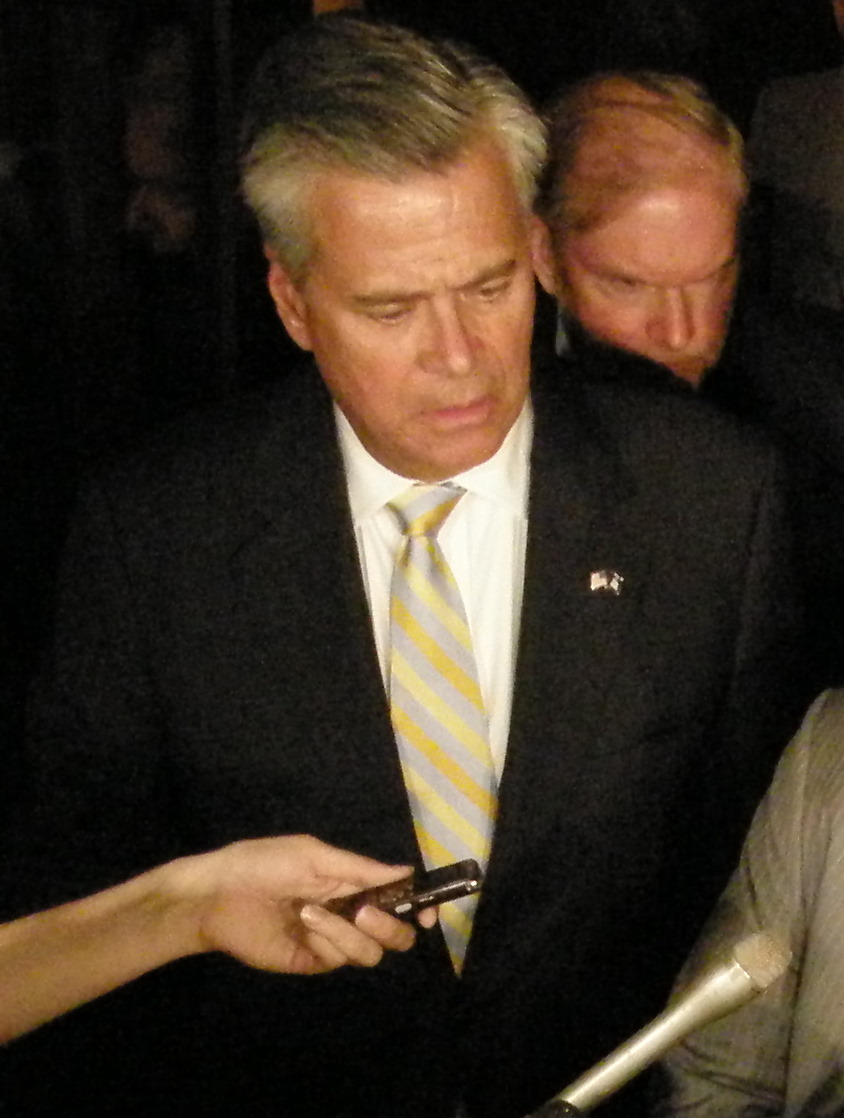
Dean Skelos

Dean G. Skelos (* 16. Februar 1948 in Rockville Centre, Nassau County,  New York) ist ein US-amerikanischer Politiker. Im Jahr 2008 war er kommissarischer Vizegouverneur des Bundesstaates New York.

## Werdegang
Dean Skelos studierte bis 1970 am Washington College in Maryland das Fach Geschichte. Nach einem anschließenden Jurastudium an der Fordham University wurde er 1975 als Rechtsanwalt zugelassen. Politisch schloss er sich der Republikanischen Partei an. Zwischen 1982 und 1984 saß er in der New York State Assembly. Seit 1985 gehört er dem Staatssenat an. Zwischen 1995 und 2008 war er stellvertretender republikanischer Fraktionsvorsitzender.
Nach dem Rücktritt von Joseph Bruno als Fraktionsvorsitzender und amtierender Senatspräsident übernahm Skelos am 24. Juni 2008 dessen Ämter. Damit war auch die Funktion des kommissarischen Vizegouverneurs des Staates New York verbunden, die er zwischen dem 24. Juni und dem 31. Dezember 2008 innehatte. Dabei war er Stellvertreter von Gouverneur David Paterson und formaler Vorsitzender des Staatssenats. Bis 2015 leitete er die republikanische Fraktion im Senat von New York, als er wegen Korruptionsvorwürfen zurücktrat. 2016 wurde er zu fünf Jahren Haft verurteilt.